# Warnimont-Romain
Warnimont-Romain is een plaats in de gemeente Cosnes-et-Romain in het Franse departement Meurthe-et-Moselle.